# Planet Hemp
Planet Hemp war eine brasilianische Rock- und Rapband.

## Hintergrund
Die Band engagierte sich, wie schon in ihrem Namen, der auf Deutsch in etwa Planet Hanf bedeutet, ersichtlich wird, in ihren Texten für die Legalisierung des Cannabis. Ihr bekanntestes Mitglied war der, später als Solokünstler erfolgreiche, Rapper Marcelo D2. Die Band wurde 1993 in Rio de Janeiro gegründet und zerbrach acht Jahre später an Differenzen, sowie an der Solokarriere Marcelo D2s, der allerdings noch heute Auftritte mit Mitgliedern seiner früheren Band hat. Neben ihm waren Skunk, Rafael, Formigão und Bacalhau Gründungsmitglieder der Band. Von 1998 bis 2015 war Bacalhau Schlagzeuger bei der Band Autoramas, um anschließend Planet Hemp kurzzeitig wieder ins Leben zu rufen.

## Diskografie
- 1995: Usuário (BR: Gold)[1]
- 1997: Os Cães Ladram, Mas a Caravana Não Pára
- 2000: A Invasão do Sagaz Homem Fumaça (BR: Gold)
- 2001: MTV ao Vivo: Planet Hemp (BR: Gold)